# Robert Fulghum
Robert Fulghum (Waco (Texas), 4 juni 1937) is een Amerikaanse auteur en emeritus Unitair-universalistisch predikant.
Fulghum kreeg grote bekendheid als schrijver toen zijn eerste gepubliceerde bundel, Alles wat ik beslist moet weten heb ik op de kleuterschool geleerd (1986), bijna twee jaar op de bestsellerlijsten van de New York Times bleef staan.
Het boek heeft als ondertitel Ongewone gedachten over gewone dingen. De titel van het boek is ontleend aan het eerste essay in het boek, waarin Fulghum de lessen opsomt die normaal gesproken in Amerikaanse kleuterklassen worden geleerd en uitlegt hoe de wereld zou verbeteren als volwassenen zich aan dezelfde basisregels zouden houden als kinderen; dus samen delen, aardig zijn voor elkaar, netjes spullen opruimen en een goede balans houden tussen werken, spelen en leren.
Er is een vijfentwintigste jubileumeditie van het boek gepubliceerd, waarin de oorspronkelijke tekst is bijgewerkt en herzien, met toevoeging van vijfentwintig nieuwe verhalen.
Zijn tweede boek, Het stond in brand toen ik erop ging liggen, kwam op de tweede plaats op de bestsellerlijst terwijl zijn eerste boek nog nummer 1 stond. Dit was de eerste en enige keer dat één auteur tegelijkertijd op de 1e en 2e plaats stond genoteerd. 
Fulghum heeft na zijn bestsellers nog diverse novellen geschreven.
Er zijn meer dan 17 miljoen exemplaren van zijn boeken gedrukt, gepubliceerd in 27 talen in 103 landen.